# Уку Сувісте
Уку Сувісте (нар. 6 червня 1982 року, Виру, Естонія) — естонський співак, піаніст та музичний продюсер. Він повинен був представляти Естонію на Євробаченні 2020 року в Роттердамі, Нідерланди, до скасування змагань того ж року. Представник Естонії на Євробаченні 2021. 

## Освіта
У віці шести років Сувісте почав освіту в спеціалізованому класі музики в Талліннській школі № 21. Одночасно він почав відвідувати два хори хлопців: у Таллінні та під керівництвом Лідії Рахули. Вона також була його вчителем сольфеджіо і добре підготувала його до того часу, коли він вступив до Талліннської музичної школи. 1997 року закінчив спеціальність фортепіано.
У 2000 році він закінчив середню школу в Талліннській школі № 21 з похвалою за вивчення музики та фізичних наук. Після закінчення середньої школи він пройшов вісім місяців військової служби в гвардійському батальйоні.
У 2001 році він був прийнятий до Естонського коледжу інформаційних технологій, а через чотири роки закінчив спеціальність адміністратор комп'ютерних систем. Через рік після вступу до ІТ-коледжу він пішов у музичну школу імені Георга Отса Талліна для вивчення естрадного джазового співу.
Півтора роки, починаючи з 2006 року, він навчався в музичному коледжі Берклі в Бостоні, штат Массачусетс, США, спеціалізуючись на співі, сучасній писемності та музичному виробництві.

## Музична кар'єра
З 2004 року Сувісте впродовж декількох років бере участь у молодіжному конкурсі співів та музичних композицій Uno Naissoo. 2004 року він був удостоєний спеціального призу за свою оригінальну пісню «Never Have To». Наступного року його поліфонічна капельна пісня «Sõbrad» («Друзі») для шестиголосного вокального ансамблю посіла 2-ге місце. 2008 року пісня «Освіжаюча», яку написали Сувіст та його друг Маїро Мар'ямаа, виграла конкурс.
У 2005 році Сувісте взяв участь у відомому естонському співочому конкурсі «Kaks Takti Ette» і посів третє місце. Після конкурсу він мав можливість працювати в музичній студії Ельмара Лійтмаа «Рокхаус» музичним продюсером. Працюючи в студії та продукуючи пісні для багатьох відомих естонських артистів, він набув цінного досвіду та мав можливість записати багато власних оригінальних пісень.
У 2005 році він самопродукував і випустив свій перший оригінальний альбом CD під назвою «Це час Різдва».
Впродовж 2006 року Уку входив до складу естонського колективу R&B і дискотеки 80-х, який називався "«Lament (укр. Плач)». Він був другим вокалістом, а також грав на клавіатурі.
У листопаді 2008 року він співпрацював з переможницею «Естонського ідола» 2007 року Біргіт Ийгемеель, і вони випустили альбом «Ilus Aeg» («Прекрасний час»). Уку організував усі треки альбому і заспівав у кількох піснях в дуеті з Birgit. Щоб просувати свій альбом, дует дав низку концертів.
У 2010 році Уку брав участь у найбільшому російському пісенному конкурсі «Нова хвиля», посівши третє місце.
У 2012 році Suviste випустив музичний кліп «Võitmatu» («Непереможний») за підтримки та співпраці сил оборони Естонії та Міністерства оборони Естонії . Музичне відео було присвячене всім солдатам, які проходили службу в збройних силах в Афганістані, та родинам військовослужбовців. На початку та наприкінці ролика два запрошених виконавці виступили з камео, щоб також показати свою підтримку естонським солдатам. Першим був кидальник естонської дискусії та золотий медаліст Олімпійських ігор Герд Кантер, а другим — Джастін Гатлін, американський спринтер та золотий олімпійський медаліст у бігу на 100 метрів.
Восени 2014 року Сувісте брав участь у ерозійському телевізійному пародійному шоу «Sinu Nägu Kõlab Tuttavalt» («Твоє обличчя звучить знайомим»).
Окрім численних телевізійних виступів, концертів та гастролей, Сувісте виступив на сцені у кількох мюзиклах, у тому числі в «Олівер Твіст», «Чикаго» та в «Вестсайдській історії». Останнє було створено музичною школою Георга Оца.
Сувісте змагався у 7-му сезоні російської версії The Voice 2018 року, де його тренером була Ані Лорак. Він закінчив змагань у півфіналі.
Сувісте кілька разів змагався на музичному конкурсі Eesti Laul. Конкурс використовують для вибору представника Естонії на Євробачення. У Eesti Laul 2017 він змагався з піснею «Supernatural», але вибув у першому півфіналі. Сувісте брав участь у Eesti Laul 2019, з піснею «Pretty Little Liar». Він пройшов через другий півфінал і посів друге місце у фіналі. Suviste знову змагався в Eesti Laul 2020 зі своєю піснею " What Love Is " і виграв національний фінал, ставши представником Естонії на пісенному конкурсі Євробачення 2020 року. Коли Євробачення було скасовано через пандемію коронавірусу 2020 року, Сувісте було обрано також на Євробаченні 2021 року, як це було в деяких інших країнах. Однак йому запропонували місце у півфіналі «Есті Лаул 2021», і він підтвердив, що має намір змагатися. Йому необхідно буде представити нову пісню для конкурсу 2021 року. На Євробаченні 2021 року він виконав пісню «The Lucky One» у другому півфіналі, але не зміг потрапити у фінал.

## Досягнення

### Конкурс пісні Uno Naissoo
| 2004 рік | Спеціальний приз за оригінальну пісню «Never Have To»                                                |
| 2005 рік | 2-е місце, з поліфонічною капельною піснею «Sõbrad» («Друзі») для шестиголосного вокального ансамблю |
| 2008 рік | 1 місце з піснею «Refreshing» («Освіжаючий»), співавтором якої є його друг Маїро Мар'ямаа            |

### Конкурс молодого співака «Kaks Takti Ette»
2005 р. — посів 3 місце загалом та 1 місце, як найкращий співак.

### Міжнародний пісенний конкурс «Нова хвиля»
У 2010 році Suviste взяла участь у найбільшому російському пісенному конкурсі " Нова хвиля " (рос.: Новая волна, трансліт. Нова Вольна), що відбувся в місті Юрмала, Латвія, і посів 3-тє місце. Учасників було 12 000, а конкурс транслювався в 31 країні.

## Особисте життя
Батько Сувісте — естонський телепродюсер Райво Сувісте, а мати — Хелі Сувісте-Полікарпус.
Хелі Сувісте закінчила Таллінську державну консерваторію (нині Естонська академія музики і театру) під керівництвом Хендріка Крумма, спеціалізуючись на класичному співі.
Дядько Сувісте, Ваїно Пуура, та дружина Пуури Сірже Пуура — відомі оперні співаки в Естонії.

## Цікаві факти
- У 2010 році читачі журналу Kroonika оцінили Suviste «Найсексуальнішим чоловіком Естонії».[15][16]
- В кінці 2010 року Сувісте виступила з інструктором танцю та ведучою шоу Каїсою Оя в Tantsud tähtedega, місцевому естраді «Танці з зірками» Kanal 2 .
- У 2011 році Сувіст став меценатом Естонії ЮНІСЕФ .[7]

## Дискографія
- «Пора Різдва» (2005)
- «Побачити на ній хе» (2008)
- "Кохання мого життя (подвиг. Грейс Тейлор) "(2009)
- «Сінд-осидес» (2009)
- " Saatanlik naine " (2009)
- «Покажи мені кохання» (2010)
- «Ісю Тебля» (2010)
- «Jagatud öö» (2011)
- "Голова Мідагі (подвиг Віоліна) "(2011 р.)
- «Võitmatu» (2012)
- «Valge Lumi» Анжеліка Агурбаш та Uku Suviste 2013
- «Я хочу бути одним» Uku Suviste & Kéa (2014)
- «Повір» подвиг Хоута Леопарда. Uku Suviste (2015)

- «Supernatural» (2016)
- «Pretty Little Liar» (2019)
- «What Love Is» (2020)

### Музичні відео
- «Võitmatu» (2012)[6]
- «Покажи мені кохання» (2010)[17]
- «Valge Lumi» Анжеліка Агурбаш та Уку Сувісте (2013)[18]
- «Я хочу бути одним» Uku Suviste & Kéa (2014)[19]
- " Що таке любов " (2020)[20]